# Kościół Świętych Apostołów Piotra i Pawła w Pratulinie
Kościół Świętych Apostołów Piotra i Pawła – rzymskokatolicki kościół parafialny należący do dekanatu Janów Podlaski diecezji siedleckiej.

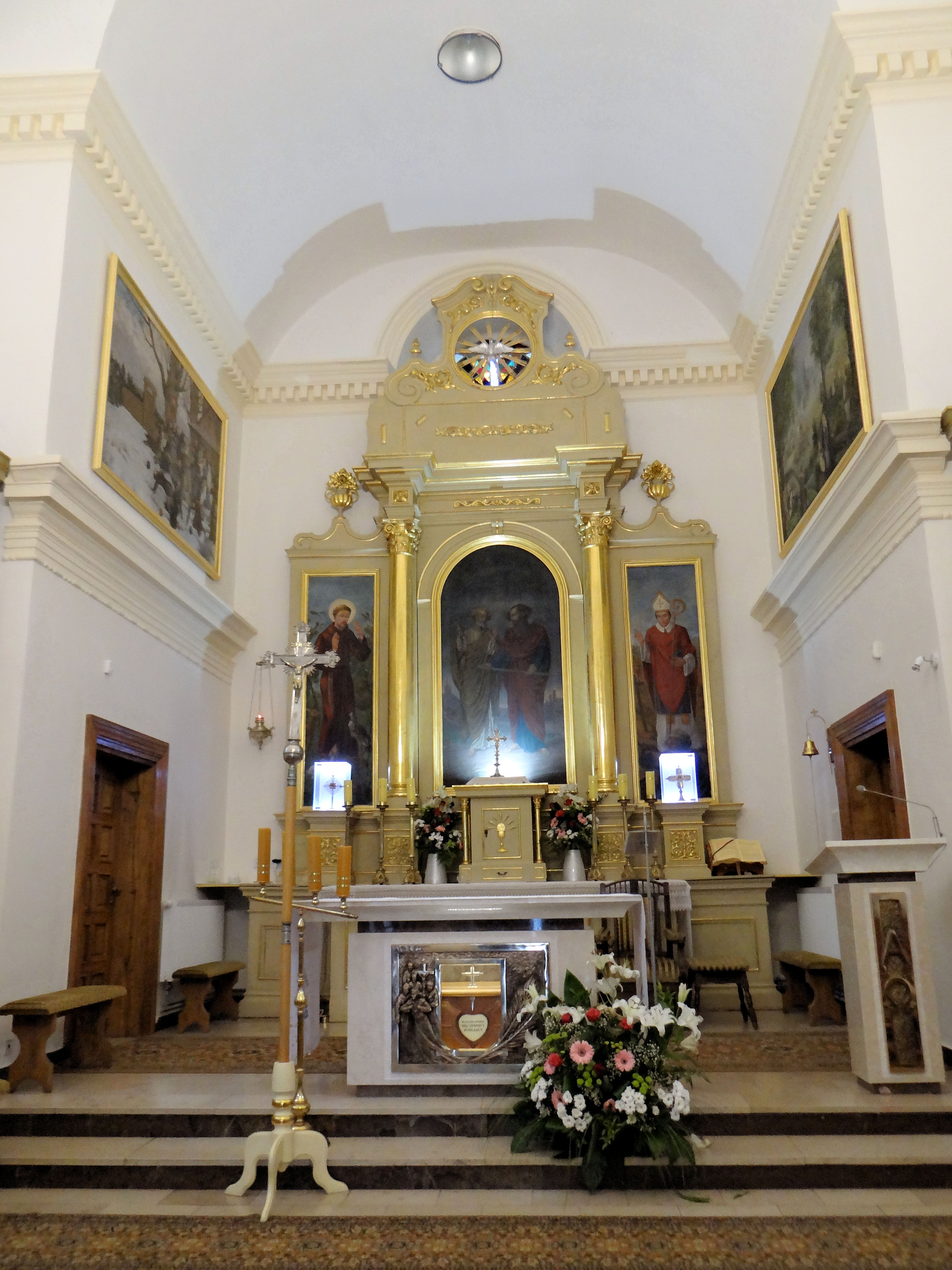
Ołtarz główny

Obecna świątynia murowana w stylu neoklasycystycznym, została wzniesiona kosztem Tadeusza Mostowskiego, wiernych i miejscowego proboszcza księdza Franciszka Szemiotha w 1838 roku. W 1875 roku władze rosyjskie zamieniły kościół na cerkiew.
Kościół jest jednocześnie Sanktuarium Błogosławionych Męczenników Podlaskich - poświęcony zamordowanym 23 stycznia 1874 roku unitom pratulińskim. Od strzałów żołnierzy carskich śmierć męczęńską poniosło 13. mężczyzn broniących swej unickiej świątyni przed przemianowaniem na cerkiew prawosławną. 6 października 1996 roku papież Jan Paweł II beatyfikował w Rzymie Męczenników Podlaskich. Relikwie błogoslawionych umieszczone są w ołtarzu głównym kościoła.  
W głównym ołtarzu znajduje się obraz świętych Apostołów Piotra i Pawła. Z lewej i prawej strony tego obrazu znajdują się wizerunki św. Franciszka z Asyżu i św. Stanisława biskupa. W dwóch bocznych ołtarzach są umieszczone obrazy Matki Bożej Częstochowskiej i Chrystusa Ukrzyżowanego. W latach 50. XX wieku świątynia wzbogaciła się o ambonkę i dębowe ławki. Kościół posiada także Drogę Krzyżową, wykonaną przez parafianina z Pratulina p. Parafiniuka. Pamiątką po istniejącej w Pratulinie cerkwi unickiej jest obraz Matki Bożej Unickiej „Nadziei Jedności”.
W kościele znajdują się organy 7–głosowe wykonane w 1949 roku przez warszawskiego organmistrza Zygmunta Kamińskiego.